# Pitys
Pitys (gr.  Πίτυς Pítys, łac. Pitys ‘sosna’) – w mitologii greckiej oreada lub driada, w której zakochał się Pan. W Pitys równocześnie zakochał się Boreasz, bóg wiatru północnego. Jednak Pitys miłowała Pana, w związku z czym zazdrosny Boreasz strącił nimfę ze skały. W miejscu śmierci Pitys, z jej ciała wyrosło drzewo, pierwsza sosna. W ten sposób narodziła się sosna, drzewo poświęcone Panowi.